# باشگاه فوتبال الامارات امارات
باشگاه الامارات (به عربی:نادي الإمارات) یکی از باشگاه‌های فوتبال کشور امارات متحده عربی می‌باشد که در شهر رأس الخیمه قرار دارد و هم‌اکنون در لیگ دسته اول این کشور که بالاترین سطح مسابقات فوتبال در امارات است، مشغول به رقابت با دیگر تیم‌ها است.
این تیم در لیگ قهرمانان آسیا ۲۰۱۱ اولین حضور آسیایی خود را تجربه کرد.
الامارات یک بار به مقام قهرمانی جام رئیس دولت امارات و یک بار به مقام قهرمانی سوپر جام امارات دست یافته است همچنین آندرس اینسیتا در این تیم بازی می کند

## تاریخچه
این باشگاه در سال ۱۹۶۹ از ادغام سه تیم فوتبال محلی الاتحاد، الاهلی و الشعب با نام باشگاه عمان تأسیس شد.  آنها به همراه الاهلی و العرپبه یکی از سه تیم اولی بودند که در لیگ امارات به میدان رفتند، اما در نهایت تنها با یک امتیاز در رده آخر قرار گرفتند.در اکتبر ۱۹۸۲ نام باشگاه به القادسیه تغییر یافت، دو سال بعد در جولای ۱۹۸۴ القادسیه با التیلیه و النصر ادغام شد و به باشگاهی تبدیل شد که امروزه به عنوان باشگاه ورزشی فرهنگی امارات شناخته می شود.

## بازیکنان

### بازیکنان ایرانی
- رضا عنایتی
- حسین کعبی
- جواد کاظمیان
- رسول خطیبی
- داریوش یزدانی
- مهدی رجب زاده
- مازیار زارع
- پژمان نوری

## مربیان

### مربیان ایرانی
- ابراهیم قاسم پور